# Indian Wells (Arizona)
Indian Wells – jednostka osadnicza w Stanach Zjednoczonych, w stanie Arizona, w hrabstwie Navajo.